# Gezhou Ba
Gezhou Ba är en dammbyggnad i Kina. Den ligger i provinsen Hubei, i den centrala delen av landet, omkring 290 kilometer väster om provinshuvudstaden Wuhan.
Runt Gezhou Ba är det ganska tätbefolkat, med 222 invånare per kvadratkilometer. Närmaste större samhälle är Yichang, 3,0 km söder om Gezhou Ba. Runt Gezhou Ba är det i huvudsak tätbebyggt.
Genomsnittlig årsnederbörd är 1 331 millimeter. Den regnigaste månaden är maj, med i genomsnitt 206 mm nederbörd, och den torraste är december, med 14 mm nederbörd.